# Café de tertulia
Un café de tertulia o simplemente un café es un establecimiento público con unas características especiales que desde sus inicios lo distinguieron de otros establecimientos relacionados (alojerías o botillerías, etc.), como espacio donde, además de tomar café, se hace vida social que atañe preferentemente a la cultura. El alma del café es la tertulia.

## Historia
En España, en los reinados de Fernando VI y Carlos III existían las botillerías como lugar de conversación y de discusión, un sitio donde se podían escuchar las novedades. No era un sitio cómodo para pasar una tarde entera sino un lugar de paso donde se tomaba una bebida o un refresco —la mayoría de las veces de pie—, se hablaba un poco y se abandonaba. Poco a poco fue introduciéndose la moda de tomar y degustar un café, sin prisa, acompañado de conversación y surgieron estos locales llamados cafés sustituyendo a las botillerías que fueron desapareciendo lentamente. Estaban amueblados con mesas pequeñas y sillas para los clientes que acudían allí en busca de conversación y de relaciones sociales. Tanto las fondas como estos cafés aparecieron en el reinado de Carlos IV y empezaron a proliferar a partir de la invasión francesa; se mantuvieron en activo durante todo el siglo XIX y casi todo el siglo XX.
El café llegó a ser un lugar agradable de reunión, el lugar donde se trasladaron las tertulias tradicionales y particulares que consistían en el puro placer de la conversación; incluso la decoración cambió en contraste con las botillerías. Desde su nacimiento hubo un afán de embellecimiento a imitación de los salones de los palacios con pinturas y otros ornatos que incluían los techos; a todo ello se unió la gran novedad de las luces de gas. Al principio las consumiciones eran exclusivamente de café, o leche o alguna bebida pero poco a poco alguno de estos establecimientos se lanzó a ofrecer un servicio de restaurante.

## Cafés de tertulia en Madrid

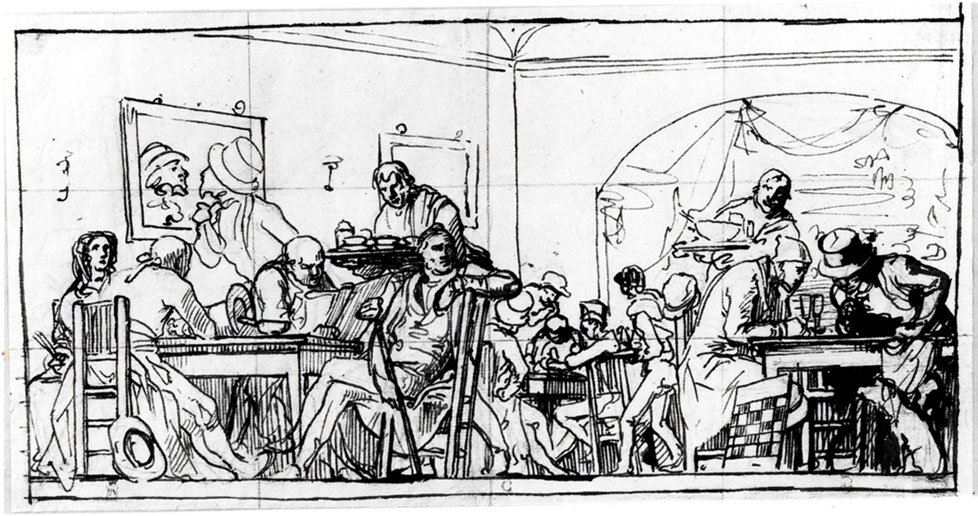
Jugadores de ajedrez en el café de Levante; boceto del cuadro pintado hacia 1839 por Alenza para decorar el frontis de la puerta del Café de Levante.

Hacia 1820 había ya en Madrid unos cuantos cafés muy populares y especialmente apreciados por su clientela: Lorencini, San Sebastián, La Cruz de Malta, La Fontana de Oro, Venecia y el del Príncipe. A ellos acudían personajes del mundo de las artes, las letras y la política. Hubo dos cafés que en cierto modo estuvieron relacionados con dos pintores famosos. El café de Levante, que a lo largo del siglo XIX cambió varias veces de domicilio, tuvo el honor de ser decorado por Leonardo Alenza no solo con pinturas en sus paredes sino con el frontis de reclamo de su puerta. Según apunta el cronista Pedro de Répide en su obra Las calles de Madrid, el otro fue el café de la Alegría que estuvo en la calle de la Abada, cuyo frontis o muestra parece ser que fue pintado por Goya, que era un asiduo parroquiano. Era un lienzo donde estaban representados algunos de los clientes incluido el propio pintor.
Cada café tenía su forma particular de atraer al público ofreciendo sus productos exclusivos; en la Fontana de Oro se daba chocolate a la francesa y bollos para mojar; en el café del Ángel se ofrecían tés a la inglesa y vaso de leche con nata; el de La Cruz de Malta hacía la competencia con el horario pues cerraba un poco más tarde que los otros; el de San Luis, situado en la calle de la Montera, tenía un servicio casi continuo pues cerraba al amanecer y después de limpiar un poco se volvía a abrir.
A lo largo del siglo XX fueron desapareciendo la mayoría de estos locales, algunos físicamente con la destrucción del edificio o el cambio de negocio, otros simplemente por la evolución de las costumbres; aunque alguno quedó en representación de tiempos pasados en que tanta importancia se dio a la práctica cultural de la tertulia: fueron el café Comercial y el Café Gijón.

## Los contertulios
Los contertulios se reunían para conversar, opinar, escuchar con todo lo cual experimentaban un verdadero placer. Respetaban unas reglas tradicionales que consistían en: el tiempo y el lugar debían ser siempre los mismos y cada uno debía ocupar siempre idéntico sitio; la conversación debía ser general, sin hacer apartes; tenían permiso para hablar mal de los ausentes con lo que se conseguía que nadie faltase a la reunión y que nadie se marchara antes que los demás. En cada uno de estos establecimientos se fue decantando un estilo o una preferencia de manera que los clientes acudían a uno u otro según sus aficiones y lo que le interesara. El café del Príncipe tenía su tertulia llamada El Parnasillo; acudían literatos del Romanticismo como Espronceda y Zorrilla, oradores, pintores y grabadores. El café de Pombo era un local estrecho y de techo bajo que Ramón Gómez de la Serna bautizó con el nombre de La sagrada cripta. Después la propia tertulia se conoció con ese nombre. A esta tertulia acudían periodistas, escritores, poetas y pintores. Se conserva en el museo Romántico la mesa de reunión de los contertulios.
La mesa es rectangular de mármol blanco que se apoya sobre un armazón de hierro con dos patas, base circular y un fuste con ménsula con decoración de volutas. El tablero de mármol está partido por lo que se optó por superponer uno nuevo que sirviera de protección. Mide 153 cm × 53 cm × 1,5 cm de grueso.

## En la literatura
De la abundante colección de singulares páginas de la literatura española e hispanoamericana dedicadas a los cafés de tertulia, y de modo más concreto y abundante, a los cafés de Madrid y sus tertulias, cabría recoger una descripción ejemplar de Benito Pérez Galdós, en una de sus obras más populares Fortunata y Jacinta:

De ocho a diez estaba el café completamente lleno, y los alientos, el vapor y el humo hacían un potaje atmosférico que indigestaba los pulmones (...) Poco después empezaba a clarear la concurrencia; algunos se iban, y las peñas de estudiantes se disolvían (...) A las doce vuelve a animarse el local con la gente que regresa del teatro y que tiene costumbre de tomar chocolate o de cenar antes de irse a la cama. Después de la una sólo quedan los enviciados con la conversación, los adheridos al diván o a las sillas por una especie de solidificación calcárea, las verdaderas ostras del café.
Fortunata y Jacinta. Parte tercera (I.III)